# Китойски Голци
Кито̀йските Голцѝ (на руски: Китойские Гольцы) е планински хребет в планината Източни Саяни, разположен в западната част на Република Бурятия, Русия. Простира се по паралела, като образува вододел между левите притоци на река Ангара – Китой и Малая Белая с левия си протока Онот и Урик (десен приток на Голяма Белая, ляв приток на Ангара). Дължина около 180 km, височина 2200 – 2500 m, максимална връх Осрин-Улин-Сардък 3215 m (52°10′16″ с. ш. 101°25′33″ и. д. / 52.171111° с. ш. 101.425833° и. д.), в изворите на река Онот. От хребета водят началото си реките Иркут, Китой и Малая Белая (леви притоци на Ангара), Онот (ляв приток на Малая Белая), Урик (десен приток на Голяма Белая) и няколко малки десни притока на Ока (ляв приток на Ангара). По билото преобладават алпийските върхове, на склоновете до 1900 – 2100 m – планински лиственични и кедрови гори, а нагоре – планинска тундра и безжизнени каменисти пространства. Разработват се находища на злато и асбест.

## Топографска карта
- N-47-Г, М 1: 500 000[2]